# Elecciones generales de las Islas Turcas y Caicos de 2007

Escudo de armas de Islas Turcas y Caicos

Las elecciones generales de las Islas Turcas y Caicos tuvieron lugar el 9 de febrero de 2007. Las Islas Turcas y Caicos son un territorio de ultramar dependiente del Reino Unido, teniendo una Cámara de la Asamblea propia (hasta 2006, Consejo Legislativo), formado por diecisiete miembros, quince de ellos elegidos por sufragio universal, que elige al primer ministro. Sólo existen dos partidos políticos, el Partido Nacional Progresista (PNP) y el Movimiento Democrático Popular (PDM).
En las anteriores elecciones - el consejo legislativo estaba formado por 13 miembros - el PNP obtuvo sólo seis escaños por siete del PDM. Sin embargo, se recurrieron los resultados de dos cirscusncripciones, ganado el PNP la repetición de las elecciones, llevando a Michael Misick al puesto de primer ministro.
A la hora de la votación, el territorio se divide en quince circunscripciones electorales, una por cada diputado. El candidato que obtenga más votos es quien consigue el escaño. En todas las circunscripciones se presentaron sólo dos candidatos - del PNP y el PDM - salvo en Cheshire Hall, donde se registró un independiente.
La campaña electoral se centró en la seguridad y el ascenso del crimen, asegurando Misick que acabaría con ella y respondiendo la oposición con que el gobierno no hacía nada ni contra el crimen ni contra la corrupción. Finalmente, las elecciones fueron ganadas por el PNP, al vencer en trece circunscripciones. Sólo perdió en North Backsalina - 214 votos de Arthur Lightbourne por 228 de Arthur Robinson - y South Backsalina - 207 votos de Deveraux Malcolm por 224 de Floyd Seymour -. El candidato que más votos obtuvo fue Greg Lightbourne (PNP), en Blue Hills, con 373 votos, pero el candidato que obtuvo mayor distancia contra su rival fue Floyd Hall (PNP), en Overback, Grand Turk, 283 votos por 123 de Robert D'arcueil. Por otro lado, el primer ministro, Michael Misick, venció en su circunscripción, North Caicos East, con 271 votos.

## Resultados globales
| Partido                           | Votos | Porcentaje | Escaños | +/- |
| Partido Nacional Progresista      | 3.558 | 59,7       | 13      | + 5 |
| Movimiento Democrático del Pueblo | 2.401 | 40,3       | 2       | - 3 |
| Total                             | 5959  | 100,0      | 15      | + 2 |